# Christoph Nitzlnader
Christoph Nitzlnader (geb. 11. Dezember 2002) ist ein österreichischer American-Football-Spieler auf der Position des Cornerback. Er spielte bis 2023 für die Raiders Tirol, mit denen er 2021 österreichischer Meister wurde. Zur Saison 2024 wechselt er zu den Munich Ravens. Mit der österreichischen Nationalmannschaft wurde er 2023 Europameister.

## Karriere
Nitzlnader begann in der Jugend der Raiders Tirol und war in der Leichtathletik für den LAC Innsbruck aktiv. Mit den Raiders gewann er 2021 die österreichische U18-Meisterschaft. Im selben Jahr spielte er schon für die Herrenmannschaft der Raiders und gewann mit dieser den Austrian Bowl. Persönlich kam er in zehn Spielen auf 11 Tackles und zwei Interceptions.
Ab der Saison 2022 stellten die Raiders eine Mannschaft in der European League of Football, in der auch Nitzlnader teil war. 2022 wurde er als Defensive Rookie of the Year nominiert. Zur Saison 2024 wechselt er nach München zum Ligakonkurrenten Ravens.
Mit der österreichischen Nationalmannschaft wurde Nitzlader 2023 Europameister. In diesem Jahr war er zudem im Heeresportprogramms des Österreichischen Bundesheers.
| Jahr                                         | Team                 | Spiele | Tackles | Tackles | Tackles | Tackles | Tackles | Passverteidigung | Passverteidigung | Passverteidigung | Passverteidigung | Fumbles | Fumbles | Fumbles |
| Jahr                                         | Team                 | Spiele | Total   | Solo    | Ast     | TFL     | Sack    | INT              | Yds              | TD               | BU               | FF      | FR      | TD      |
| -------------------------------------------- | -------------------- | ------ | ------- | ------- | ------- | ------- | ------- | ---------------- | ---------------- | ---------------- | ---------------- | ------- | ------- | ------- |
| Austrian Football League                     |                      |        |         |         |         |         |         |                  |                  |                  |                  |         |         |         |
| 2021                                         | Swarco Raiders Tirol | 10*    | 14      | 8       | 6       | 0,0     | 0       | 2                |                  |                  | 7                | 0       | 0       | 0       |
| AFL Gesamt                                   | AFL Gesamt           | 10     | 14      | 8       | 6       | 0,0     | 0       | 2                |                  |                  | 7                | 0       | 0       | 0       |
| European League of Football                  |                      |        |         |         |         |         |         |                  |                  |                  |                  |         |         |         |
| 2022                                         | Raiders Tirol        | 11     | 32      | 18      | 14      | 3,0     | 0       | 0                | 0                | 0                | 4                | 1       | 0       | 0       |
| 2023                                         | Raiders Tirol        | 12     | 52      | 35      | 17      | 1,5     | 0       | 2                | 11               | 0                | 9                | 0       | 0       | 0       |
| 2024                                         | Munich Ravens        |        |         |         |         |         |         |                  |                  |                  |                  |         |         |         |
| ELF Gesamt                                   | ELF Gesamt           | 23     | 84      | 53      | 31      | 4,5     | 0       | 2                | 11               | 0                | 13               | 1       | 0       | 0       |
| Quellen: football.at, sportsmetrics.football |                      |        |         |         |         |         |         |                  |                  |                  |                  |         |         |         |
| * Inkl. Play-off-Spiele                      |                      |        |         |         |         |         |         |                  |                  |                  |                  |         |         |         |